# Scurtu Mare
Scurtu Mare – wieś w Rumunii, w okręgu Teleorman, w gminie Scurtu Mare. W 2011 roku liczyła 484 mieszkańców.